# Liste von Burgen und Schlössern in Hamburg
Auf dem Gebiet der heutigen Freien und Hansestadt Hamburg befanden und befinden sich mehrere Schlösser und Burgen. Die meisten der Burgen und Schlösser Hamburgs sind jedoch nur noch als Wallrest vorhanden oder mussten archäologisch erschlossen werden. Historische Quellen zur Gründung der Burgen und Schlösser gibt es nur in Ausnahmen. Die Bestehenszeiten der meisten aufgeführten Bauwerke basieren daher auf durch archäologische Grabungen gestützte Datierungen oder Zeitstellungen.

## Schlösser und Burgen
| Name                                                                        | Ort / Lage                                                                           | Typ/Zustand | Bestehenszeit | Bemerkungen | Bild |
| --------------------------------------------------------------------------- | ------------------------------------------------------------------------------------ | --- | --- | --- | ---- |
| Alsterburg                                                                  | Wurde nie archäologisch erfasst                                                      | | Hat faktisch nicht existiert, oder ist mit der tatsächlich ergrabenen Neuen Burg in Verbindung zu bringen.                                                          | Bei der von Adam von Bremen erwähnten Burg, die 1045 von Herzog Bernhard II errichtet worden sein soll, könnte es sich auch um die erfasste Neue Burg handeln. (N.B. Die Neue Burg wird inzwischen auf 1023 datiert)                           |      |
| Schloss Bergedorf                                                           | Bergedorf Lage                                                                       | Schloss (als Wasserburg angelegt) | Die Anlage wurde im 13. Jahrhundert erbaut und ist bis heute erhalten.                                                                                              | Seit 1953 befindet sich in dem Schloss das Museum für Bergedorf und die Vierlande. |      |
| Bischofsburg/Bischofsturm                                                   | Speersort                                                                            | Gilt heute als Teil des Marientores und nicht mehr als Burg.                                                                                | Das am Speersort erfasste Turmfundament wird auf das 12. Jahrhundert datiert.                                                                                       | Die Bischofsburg aus den schriftlichen Überlieferungen soll aus dem 11. Jahrhundert stammen. |      |
| Burg auf dem Falkenberg                                                     | Hausbruch                                                                            | Burg | Zum Ende des 8. Jahrhunderts wurde eine Burg errichtet, diese wurde bis zum 13. Jahrhundert genutzt. Von der Burg sind nur Wallreste vorhanden.                     | Die Burg sicherte das Gebiet des heutigen Neugraben. Sie war vor 1144 Besitz der Udonen. Danach des Erzbistums Bremen. 1236 fiel das Gebiet an die Herzöge von Braunschweig-Lüneburg.                                                          |      |
| Hammaburg                                                                   | Hamburger Altstadt: Domplatz Lage                                                    | Niederungsburg Erdwerk mit Palisade und Berme                                                                                               | Erste Hammaburg: 8. Jahrhundert bis etwa 800 Zweite Hammaburg: um 800 bis 845 Dritte Hammaburg: um 900 bis in die 1020er                                            | Von der Hammaburg ist heute nichts mehr sichtbar. Von 2005 bis 2006 wurden Ausgraben an der Stelle der ehemaligen Hammaburg getätigt. Dabei wurden Belege für die Burg gefunden.                                                               |      |
| Harburger Schloss/Horeburg                                                  | Harburg Lage                                                                         | Ausbau der Horeburg: ab 1396: Stenwerk (Turmartiger Ziegelbau) 1527: Schloss 1644: Sternförmige Festung 1900: Teilweise Umbau zum Mietshaus | Der Bau der Horeburg wird auf das frühe 11. Jahrhundert datiert. Von der einstigen Burg ist nur noch der Kernbau erhalten. Vom späteren Schloss nur der Westflügel. | Es laufen Renovierungsarbeiten. Im Anschluss ist geplant, am Standort eine Außenstelle des archäologischen Museums Hamburg einzurichten. |      |
| Mellingburg (oder Mellenburg)                                               | Sasel Lage                                                                           | Erdhügelburg Heute sind nur noch wenige Reste des Walls und einige Geländespuren zu sehen.                                                  | Es git nur eine ungefähre Zeitstellung für die Burg in das 9./11. Jahrhundert.                                                                                      | Historischen Urkunden über den Bau der Mellingburg sind nicht überliefert. Ihre erste Erwähnung findet die Burg 1783 auf einer Flurkarte |      |
| Moorburg                                                                    | Hamburg-Moorburg                                                                     | Burgstall | | Die Burg wurde 1390 gegründet. |      |
| Neue Burg                                                                   | Zwischen Hopfenmarkt und Nikolaifleet. Umfasst das Gelände des Mahnmahls St. Nikolai | Niederungsburg. Hochwasserfestes Erdwerk mit Palisade und Berme                                                                             | 1023–1139 Bauzeit: 1021–1023 | Die Datierung für Baubeginn und Fertigstellung (bzw. Bezugsfertigkeit) basiert auf dendrochronologischen Untersuchungen nach den Ausgrabungen 2014/15 und 2019/20. Das Ende der Burg ist überliefert von Helmold von Bosau.                    |      |
| Leuchtturm Neuwerk                                                          | Neuwerk Lage                                                                         | Turmburg | | |      |
| Rönneburg                                                                   | Rönneburg                                                                            | Auch heute noch 2 m hohe Erdwälle auf dem Plateau zu sehen. An der Burg wurden bisher keine Grabungen getätigt.                             | Der einzige Hinweis für eine Datierung basiert auf Keramikfunden aus dem 10/11. Jahrhundert.                                                                        | Über die Rönneburg oder ihre Erbauer ist nichts überliefert. Nur das Dorf Runneborge findet 1233 Erwähnung. |      |
| Riepenburg                                                                  | Kirchwerder Lage                                                                     | Burgstall | | Die ehemalige Motte wurde im Zeitraum von 1250 und 1506 errichtet. |      |
| Burg auf dem Süllberg                                                       | Hamburg-Blankenese                                                                   | Burgstall | 1059–1063 Die Datierung basiert auf der Hamburgischen Kirchengeschichte von Adam von Bremen.                                                                        | Laut Adam von Bremen wurde 1059 von Erzbischof Adalbert die Burg und eine Propstei auf dem Süllberg gegründet. Weil die Klostergemeinde auf Raubzüge in der Umgebung ging, wurde die Probstei 1063 von der einheimischen Bevölkerung zerstört. |      |
| Spökelberg beziehungsweise Spökelburg (auch Schiffbeker oder Schleemerburg) | Hamburg-Billstedt                                                                    | Stark zerstörter Burgwall | ungeklärt, wahrscheinlich frühmittelalterlich. | Der Name "Spökel" bedeutet "Spuk". Um die Burg ranken sich Geschichten von Geistern und verborgenen Schätzen. |      |
| Schloss Stillhorn/Amtshaus Wilhelmsburg                                     | Hamburg-Wilhelmsburg                                                                 | | | Das Schloss ist abgegangen. |      |
| Wandsbeker Schloss/Wandesburg                                               | Wandsbek                                                                             | Schloss | | Das Schloss ist abgegangen. |      |
| Herrenhaus Wellingsbüttel                                                   | Hamburg-Wellingsbüttel                                                               | | | |      |
| Wasserburg Wilhelmsburg                                                     | Wilhelmsburg Lage                                                                    | Wassergang | | Die Wasserburg ist abgegangen. |      |
| Burg Henneberg                                                              | Poppenbüttel                                                                         | Nachbau einer Burg | | |      |
| Burg/Herrenhaus Wohldorf                                                    | Hamburg-Wohldorf-Ohlstedt                                                            | Burgstall/Herrenhaus | | Die Burg ist abgegangen. |      |

Siehe auch: Liste frühmittelalterlicher Burganlagen in Hamburg und Schleswig-Holstein